# Rheochorema magellanicum
Rheochorema magellanicum är en nattsländeart som beskrevs av Oliver S. Flint Jr. 1974. Rheochorema magellanicum ingår i släktet Rheochorema och familjen Hydrobiosidae. Inga underarter finns listade i Catalogue of Life.